# Гамалія Андрій Михайлович
Гамалія Андрій Михайлович (*? — †1728) — генеральний осавул в уряді гетьмана Івана Мазепи в 1687—1694 рр., засновник козацько-старшинського роду Гамалій.

## Служба
В 1657 році Андрій Гамалія отримав посаду Лохвицького городового отамана. Служив у гетьманів Івана Виговського та Петра Дорошенка. В 1678 році він підтримав Івана Самойловича. Тому наступні дев'ять років (1678—1687 рр.) очолював Лохвицьку сотню. Брав участь в Чигиринських походах в 1677—1678 рр.

## Уряд Івана Мазепи
В 1687 році на Коломаку стає на бік майбутнього гетьмана Івана Мазепи. Відповідно, отримує посаду в уряді — Генерального осавула (1687—1694 рр.)
Брав участь в Кримських походах 1687 та 1689 років. Їздив з гетьманом до Москви у 1689 році. Мав у Івана Мазепи авторитет та підтримку.

## Родина
Андрій Гамалія рідний брат лубенського полковника Григорія Гамалії.
Його дружина Анастасія Михайлівна Миклашевська (Гамалія, Корецька) (1679 — ?)
Сват полковників Михайла Миклашевського та Семена Самойловича.